# Rapidanfloden
Rapidanfloden er den længste biflod til Rappahannockfloden i det nordlige-centrale Virginia i USA. De to floder flyder sammen lige vest for byen Fredericksburg. Dele af den nedre Rapidanflod vil svar blive beskyttet af et miljøtiltag. Rapidanfloden starter på Doubletop Mountain hvor Mill Prong møder Laurel Prong ved Rapidan Camp, ca. 5 km fra Big Meadows i Blue Ridge Mountains' Shenandoah National Park.
Det var skueplads for kraftige kampe i den amerikanske borgerkrig, og historiske steder såsom Ely's Ford, Chancellorsville, Brandy Station, Kelly's Ford, og Slaget ved the Wilderness ligger i nærheden.
Navnet på floden er en kombination af ordet rapids (strømfald) og navnet Anne – Anne af England.
38°22′05″N 77°37′07″V / 38.36815°N 77.6185°V